# سرگئی یوتکویچ
سرگئی یوتکویچ (روسی: Серге́й Ио́сифович Ютке́вич؛ ۱۵ سپتامبر ۱۹۰۴ – ۲۴ آوریل ۱۹۸۵) یک کارگردان، فیلم‌نامه‌نویس، و هنرپیشه اهل اتحاد جماهیر شوروی سوسیالیستی بود.
وی همچنین برنده جوایزی همچون جایزه دولتی اتحاد شوروی، درجه لنین، و جایزه هنرمند مردمی اتحاد جماهیر شوروی شده است.